# 欲しがり奈々ちゃん 〜ひとくち、ちょうだい〜
『欲しがり奈々ちゃん ～ひとくち、ちょうだい～』（ほしがりななちゃん ひとくち、ちょうだい）は、城定秀夫監督、首藤凜脚本の日本映画。

## 概要
城定秀夫の特集上映「梅雨の城定祭り2021 inポレポレ東中野」のオープニング作品として2021年6月5日より劇場公開。
プロダクションレニーが2020年に開催した「城定秀夫監督品脚本募集コンペ」の応募作品として映画監督・首藤凜の応募作を採用。架乃ゆらが主演を務める。首藤はTwitterで「脚本書くのとても楽しかったんですがPCの予測変換がえろい言葉だらけになってちょっと困りました」とコメントを寄せている。
同日には舞台挨拶が行われ、首藤は城定の監督作『恋の豚』を鑑賞し、「コロナ禍で悶々とした日々を過ごす中、監督にハマりたいと思って書きました」と応募経緯を語っている。また首藤は本作執筆のきっかけが『ナインティナイン岡村隆史のオールナイトニッポン』2020年5月1日放送分の矢部浩之の（岡村への）「結婚したら?」という発言への違和感であったと著述している。
なお、架乃にとって初の主演劇場公開作品となった。撮影期間は3日間。千葉県木更津周辺でロケを行い、劇中舞台となっている。
中野での公開が好評だったため、2021年10月2日より順次全国公開。企画時点では『扉を閉めた女教師』とともにオリジナルビデオ作品の予定であったが、ソフト化は全国公開に伴い延期となった。

## あらすじ
学生の奈々ちゃん。小さい頃から彼女は「人が食べているもの」が素敵に見えた。それは大きくなっても変わらずに、友達と食事をすると「ひとくち、ちょうだい」が口癖のようになっていた。食べ物に関わらず、魅力的に物もちょっと借りてみたい。そして魅力的に見える男性も、だれかを真剣に愛している人であるこそ、一口味わってみたくなるのだった。

## 出演
東村奈々
演 ‐ 架乃ゆら
企業務めしていたが現在は実家に戻りフリーターの女性。幼いころから他人の持っているものが欲しくなる性分。
松山店長
演 ‐ 守屋文雄
奈々がアルバイトしているコンビニエンスストアの雇われ店長。指輪をしているが、奈々には妻がユキであることは周囲に秘密にしていると告げる。
奈々の父
演 ‐ 稲森誠
屈強な父。妻を亡くしている。
松山ユキ
演 ‐ 並木塔子
コンビニエンスストアの昼勤務担当。
藤村
演 ‐ 宮川翼
リーゼント頭のコンビニアルバイト。
飯塚
演 ‐ 山本宗介
奈々を追いかける男。鳥取に左遷となっているが、妻と別れたこともあり、なにかと銘菓「因幡の白うさぎ」を片手に奈々に求婚を申し込む。
エミカ
演 ‐ 橘寿梨愛
奈々の高校時代の友人でギャル。
女子高生
演 ‐ 首藤凜
奈々の高校時代の友人。

## スタッフ
- 脚本：首藤凜
- 監督：城定秀夫
- DCP制作：ユメキラメク[9]
- 制作・プロダクションレニー、クロックワークス
- 配給：プロダクションレニー